# Kaltan
Kaltan (rusky Калтан) je město v Kemerovské oblasti v Ruské federaci. Při sčítání lidu v roce 2010 měl bezmála dvaadvacet tisíc obyvatel.

## Poloha a doprava
Kaltan leží v jižní části Kuzněcké pánve na východním břehu Kondomy, levého přítoku Tomu v povodí Obu. Od Novokuzněcku, správního střediska oblasti, je vzdálen přibližně čtyřicet kilometrů jižně.
Přes město prochází železniční trať z Novokuzněcku do Taštagolu.

## Dějiny
Kaltan vznikl ze staršího šorského sídla v roce 1946 při stavbě Jižno-kuzbaské elektrárny. V roce získal status sídla městského typu a v roce 1959 se stal městem. 

### Rodáci
- Raisa Filippovna Smechnovová (*1950), dálková běžkyně
- Alexandr Sergejevič Golovin (*1966), fotbalista